# Kleinenborstel
Kleinenborstel ist ein Ortsteil der Gemeinde Martfeld im Nordosten des niedersächsischen Landkreises Diepholz. Der Ort liegt südwestlich des Hauptortes Martfeld an der Landesstraße L 202. Westlich des Ortes erstreckt sich das Waldgebiet Hoyaer Weide und fließt die Eiter.

## Baudenkmale
In der Liste der Baudenkmale in Martfeld sind für  Kleinenborstel 19 Baudenkmale aufgeführt, darunter 5 Backhäuser, 5 Wohn-/Wirtschaftsgebäude, 4 Scheunen, 3 Ställe und 2 Speicher.